# Руда (Миргородский район)
Руда́ (укр. Руда) — село, Зубовский сельский совет, Миргородский район, Полтавская область, Украина.
Код КОАТУУ — 5323282202. Население по переписи 2001 года составляло 194 человека.

## Географическое положение
Село Руда находится в 3-х км от сёл Зубовка, Цисево и посёлка Декабристов. По селу протекает пересыхающий ручей с запрудой. Рядом проходит автомобильная дорога Р-42 (Т-1710).